# Campionat de França de rugbi Pro D2 2020-2021
El Campionat de França de rugbi Pro D2 2020-2021 on el vigent campió va ser l'Aviron Bayonnais a la temporada 2018-2019 que està jugant al Top 14 aquest any, s'inicià 4 de setembre del 2020. S'acabà el mes de juny del 2021 amb la victòria de la USA Perpinyà.

## Resultats

### Fase preliminar
| Clubs              | SA      | SACA    | ASBH    | BO      | USC     | USCO    | FCG     | SM      | USM     | USON    | USO     | USAP    | PR      | RNR     | VRDR    | RCV     |
| ------------------ | ------- | ------- | ------- | ------- | ------- | ------- | ------- | ------- | ------- | ------- | ------- | ------- | ------- | ------- | ------- | ------- |
| Soyaux Angoulême   |         | 22 – 13 | 15 – 12 | 15 – 31 | 8 – 21  | 24 – 15 | 9 – 3   | 20 – 27 | 31 – 32 | 13 – 16 | 8 – 16  | 17 – 31 | 23 – 28 | 24 – 28 | 30 – 19 | 6 – 38  |
| Stade aurillacois  | 33 – 21 |         | 43 – 13 | 10 – 23 | 23 – 6  | 14 – 19 | 26 – 13 | 32 – 11 | 25 – 27 | 23 – 17 | 22 – 16 | 27 – 27 | 43 – 5  | 12 – 6  | 18 – 12 | 9 – 22  |
| AS Béziers Hérault | 24 – 28 | 19 – 3  |         | 41 – 15 | 28 – 17 | 14 – 9  | 22 – 12 | 13 – 20 | 36 – 9  | 25 – 30 | 23 – 29 | 14 – 19 | 31 – 15 | 23 – 25 | 19 – 9  | 24 – 42 |
| Biarritz Olympique | 15 – 6  | 29 – 26 | 24 – 21 |         | 37 – 10 | 33 – 16 | 22 – 13 | 15 – 15 | 31 – 3  | 23 – 12 | 21 – 34 | 21 – 12 | 29 – 24 | 30 – 16 | 29 – 31 | 14 – 16 |
| U S Carcassonnaise | 34 – 32 | 15 – 14 | 31 – 28 | 25 – 10 |         | 24 – 22 | 16 – 12 | 17 – 16 | 23 – 17 | 59 – 5  | 27 – 30 | 23 – 26 | 30 – 31 | 29 – 9  | 22 – 38 | 6 – 6   |
| US Colomiers       | 53 – 11 | 16 – 17 | 12 – 9  | 16 – 20 | 37 – 13 |         | 15 – 12 | 22 – 17 | 41 – 31 | 19 – 16 | 16 – 16 | 23 – 18 | 30 – 28 | 26 – 12 | 21 – 16 | 19 – 20 |
| FC Grenoble        | 25 – 20 | 24 – 5  | 34 – 19 | 14 – 18 | 34 – 11 | 32 – 16 |         | 24 – 17 | 28 – 28 | 27 – 17 | 33 – 26 | 20 – 28 | 21 – 20 | 21 – 15 | 28 – 25 | 13 – 6  |
| Stade montois      | 14 – 18 | 12 – 9  | 33 – 10 | 20 – 17 | 26 – 23 | 0 – 0   | 10 – 38 |         | 23 – 29 | 16 – 26 | 23 – 23 | 7 – 30  | 21 – 15 | 15 – 3  | 23 – 23 | 15 – 19 |
| US Montauban       | 27 – 17 | 11 – 20 | 27 – 30 | 33 – 30 | 10 – 40 | 16 – 13 | 38 – 31 | 30 – 13 |         | 25 – 21 | 23 – 17 | 25 – 23 | 30 – 15 | 20 – 15 | 40 – 35 | 18 – 27 |
| USO Nevers         | 25 – 12 | 16 – 3  | 21 – 16 | 37 – 18 | 34 – 22 | 15 – 23 | 12 – 13 | 36 – 6  | 24 – 15 |         | 15 – 20 | 22 – 25 | 23 – 19 | 40 – 13 | 33 – 11 | 22 – 35 |
| US Oyonnax         | 28 – 25 | 46 – 17 | 38 – 20 | 15 – 19 | 30 – 6  | 25 – 34 | 27 – 35 | 33 – 27 | 34 – 16 | 28 – 20 |         | 28 – 35 | 29 – 17 | 22 – 15 | 53 – 19 | 20 – 30 |
| USA Perpinyà       | 49 – 0  | 31 – 6  | 10 – 16 | 29 – 27 | 17 – 9  | 28 – 12 | 26 – 18 | 50 – 10 | 27 – 6  | 37 – 16 | 20 – 10 |         | 42 – 3  | 20 – 14 | 24 – 20 | 30 – 17 |
| Provence rugby     | 19 – 21 | 19 – 16 | 32 – 9  | 16 – 16 | 18 – 34 | 15 – 23 | 32 – 30 | 16 – 18 | 36 – 13 | 25 – 22 | 19 – 39 | 34 – 41 |         | 22 – 22 | 28 – 13 | 24 – 10 |
| Rouen NR           | 15 – 8  | 20 – 14 | 15 – 10 | 16 – 23 | 13 – 21 | 19 – 23 | 26 – 14 | 22 – 27 | 22 – 8  | 28 – 12 | 37 – 25 | 31 – 17 | 21 – 26 |         | 28 – 14 | 19 – 23 |
| Valence Romans DR  | 25 – 25 | 37 – 12 | 25 – 25 | 22 – 44 | 32 – 24 | 32 – 19 | 23 – 30 | 16 – 48 | 14 – 10 | 36 – 28 | 22 – 25 | 9 – 28  | 13 – 14 | 14 – 9  |         | 32 – 31 |
| RC Vannetais       | 36 – 13 | 30 – 22 | 29 – 26 | 14 – 16 | 22 – 15 | 40 – 7  | 19 – 14 | 33 – 20 | 20 – 10 | 17 – 17 | 13 – 26 | 19 – 21 | 30 – 7  | 22 – 18 | 36 – 10 |         |

### Classificació
| Classificació general de la Pro D2 | Classificació general de la Pro D2 | Classificació general de la Pro D2 | Classificació general de la Pro D2 | Classificació general de la Pro D2 | Classificació general de la Pro D2 | Classificació general de la Pro D2 | Classificació general de la Pro D2 | Classificació general de la Pro D2 | Classificació general de la Pro D2 | Classificació general de la Pro D2 | Classificació general de la Pro D2 | Classificació general de la Pro D2 | Classificació general de la Pro D2 | Classificació general de la Pro D2 |
| Class.                             | Clubs                              | Pts                                | J                                  | G                                  | E                                  | P                                  | B0                                 | BD                                 | pf                                 | pc                                 | p±                                 | af                                 | ac                                 | a±                                 |
| ---------------------------------- | ---------------------------------- | ---------------------------------- | ---------------------------------- | ---------------------------------- | ---------------------------------- | ---------------------------------- | ---------------------------------- | ---------------------------------- | ---------------------------------- | ---------------------------------- | ---------------------------------- | ---------------------------------- | ---------------------------------- | ---------------------------------- |
| 1.                                 | USA Perpinyà                       | 107                                | 30                                 | 24                                 | 1                                  | 5                                  | 7                                  | 2                                  | 821                                | 504                                | 317                                | 88                                 | 40                                 | 48                                 |
| 2.                                 | RC Vannetais                       | 99                                 | 30                                 | 21                                 | 2                                  | 7                                  | 8                                  | 3                                  | 722                                | 513                                | 209                                | 85                                 | 43                                 | 42                                 |
| 3.                                 | Biarritz Olympique                 | 91                                 | 30                                 | 19                                 | 2                                  | 9                                  | 6                                  | 5                                  | 700                                | 578                                | 122                                | 71                                 | 46                                 | 25                                 |
| 4.                                 | US Oyonnax                         | 81                                 | 30                                 | 18                                 | 2                                  | 10                                 | 4                                  | 1                                  | 808                                | 657                                | 151                                | 73                                 | 66                                 | 7                                  |
| 5.                                 | FC Grenoble                        | 75                                 | 30                                 | 16                                 | 1                                  | 13                                 | 4                                  | 5                                  | 666                                | 594                                | 72                                 | 67                                 | 48                                 | 19                                 |
| 6.                                 | US Colomiers                       | 74                                 | 29                                 | 16                                 | 1                                  | 12                                 | 2                                  | 6                                  | 617                                | 587                                | 30                                 | 44                                 | 49                                 | -5                                 |
| 7.                                 | USO Nevers                         | 65                                 | 30                                 | 13                                 | 1                                  | 16                                 | 5                                  | 6                                  | 650                                | 652                                | -2                                 | 65                                 | 51                                 | 14                                 |
| 8.                                 | U S Carcassonnaise                 | 65                                 | 30                                 | 14                                 | 1                                  | 15                                 | 3                                  | 4                                  | 653                                | 665                                | -12                                | 61                                 | 58                                 | 3                                  |
| 9.                                 | US Montauban                       | 60                                 | 30                                 | 14                                 | 1                                  | 15                                 | 0                                  | 2                                  | 627                                | 762                                | -135                               | 53                                 | 76                                 | -23                                |
| 10.                                | Stade aurillacois                  | 58                                 | 30                                 | 12                                 | 1                                  | 17                                 | 2                                  | 6                                  | 557                                | 585                                | -28                                | 38                                 | 54                                 | -16                                |
| 11.                                | Stade Montois                      | 56                                 | 29                                 | 11                                 | 3                                  | 15                                 | 2                                  | 4                                  | 550                                | 662                                | -112                               | 44                                 | 58                                 | -14                                |
| 12.                                | AS Béziers Hérault                 | 56                                 | 30                                 | 10                                 | 1                                  | 19                                 | 3                                  | 11                                 | 620                                | 671                                | -51                                | 49                                 | 55                                 | -6                                 |
| 13.                                | Provence rugby                     | 55                                 | 30                                 | 11                                 | 2                                  | 17                                 | 1                                  | 6                                  | 622                                | 743                                | -121                               | 42                                 | 66                                 | -24                                |
| 14.                                | Rouen Normandie rugby              | 54                                 | 30                                 | 11                                 | 1                                  | 18                                 | 1                                  | 7                                  | 552                                | 605                                | -53                                | 37                                 | 55                                 | -18                                |
| 15.                                | Valence RDR                        | 49                                 | 30                                 | 9                                  | 3                                  | 18                                 | 1                                  | 6                                  | 647                                | 804                                | -157                               | 47                                 | 76                                 | -29                                |
| 16.                                | Soyaux Angoulême                   | 42                                 | 30                                 | 8                                  | 1                                  | 21                                 | 1                                  | 7                                  | 522                                | 752                                | -230                               | 50                                 | 73                                 | -23                                |

### Lliguetes d'ascens
| Lliguetes prèvies a semifinals | Lliguetes prèvies a semifinals | Lliguetes prèvies a semifinals |
| ------------------------------ | ------------------------------ | ------------------------------ |
| US Oyonnax                     | 28 – 22                        | US Colomiers                   |
| Biarritz Olympique             | 41 – 14                        | FC Grenoble                    |

| Semifinals   | Semifinals | Semifinals         |
| ------------ | ---------- | ------------------ |
| USA Perpinyà |            | US Oyonnax         |
| RC Vannetais |            | Biarritz Olympique |